# جيمس أ. ليونارد
جيمس أ. ليونارد (بالإنجليزية: James A. Leonard)‏ هو لاعب شطرنج أمريكي، ولد في 6 نوفمبر 1841 في جزيرة أيرلندا في المملكة المتحدة، وتوفي في 26 سبتمبر 1862 بسبب زحار.

## وصلات خارجية
- جيمس أ. ليونارد على موقع مباريات الشطرنج (الإنجليزية)